# Transylvania (Schiff, 1925)
Die Transylvania (II) war ein 1925 in Dienst gestelltes Passagierschiff der britischen Reederei Anchor Line, das als Passagier- und Postdampfer auf der nordatlantischen Route von Großbritannien in die USA eingesetzt wurde. Ab Oktober 1939 diente sie mit der taktischen Kennung F-56 als bewaffneter Hilfskreuzer (Armed Merchant Cruiser), bis sie am 10. August 1940 an der Nordküste Irlands von einem deutschen U-Boot versenkt wurde. Sie ist eines der 15 größten im Zweiten Weltkrieg von deutschen U-Booten versenkten Schiffe.

## Das Schiff
Die Transylvania wurde 1919 auf der Werft Fairfield Shipbuilding and Engineering Company in Govan bei Glasgow auf Kiel gelegt. Sie lief jedoch erst am 11. März 1925 als 16.923 BRT großes Dampfturbinenschiff vom Stapel. Diese Transylvania war die Nachfolgerin des 1914 in Dienst gestellten gleichnamigen Schiffs, welches im Ersten Weltkrieg von einem deutschen U-Boot versenkt worden war. Die Transylvania hatte ein Schwesterschiff, die Caledonia (IV) (17.046 BRT). Die 174,74 Meter lange und 21,43 Meter breite  Transylvania hatte zwei Masten, drei Schornsteine und wurde mit Dampfturbinen angetrieben, die auf zwei Propeller wirkten und eine Reisegeschwindigkeit von 16 Knoten ermöglichten. Es konnten 279 Passagiere der Ersten Klasse, 344 Passagiere der Zweiten Klasse und 800 Passagiere der Dritten Klasse befördert werden. 
Am 12. September 1925 lief die Transylvania zu ihrer Jungfernfahrt auf der Route Glasgow–Moville–New York aus. Am 22. November 1928 hielt sie sich 15 Stunden neben dem havarierten deutschen Frachter Herrenwijk und ließ Rettungsboote und -flöße zu Wasser. Mithilfe der Estonia der East Asiatic Company konnten 13 Männer von der Herrenwijk gerettet werden, aber 13 weitere ertranken. Am 28. März 1929 lief die Transylvania bei La Coeque Rocks, zehn Meilen westlich von Cherbourg, im Nebel auf Grund. In Cherbourg ließ sie ihre Passagiere von Bord und legte dann zum Clyde ab, wo die Reparaturen vorgenommen wurden. Erst im Juni 1929 war der Dampfer wieder einsatzfähig. Im Mai 1930 wanderte Mary Anne MacLeod, die spätere Mutter von Donald Trump, an Bord der Transylvania von Schottland in die USA aus.
Im Oktober 1930 wurde auf Erste Klasse, Touristenklasse und Dritte Klasse umgestellt, gefolgt im März 1936 von der Änderung auf Kabinenklasse, Touristenklasse und Dritte Klasse. In den 1930er Jahren wurde die Transylvania hauptsächlich für Kreuzfahrten verwendet, so zum Beispiel im Sommer 1935 zu den Bermudas und von 1937 bis 1939 zu den Westindischen Inseln. Am 18. August 1939 legte die Transylvania zu ihrer letzten Fahrt auf der Route Glasgow–Moville–New York ab.

## Im Zweiten Weltkrieg
Am 7. September 1939 wurde das Passagierschiff von der Royal Navy angefordert und in einen bewaffneten Hilfskreuzer umgewandelt. Die Umrüstung wurde am 5. Oktober 1939 abgeschlossen. Die Transylvania wurde dem 10th Cruiser Squadron zugeteilt und diente in der Northern Patrol, die für die Seeblockade gegen das Deutsche Reich zwischen den Orkney-Inseln und den Färöer verantwortlich war. Ihre Bewaffnung bestand aus acht 152-mm-Geschützen und zwei 76-mm-Geschützen.
Am 28. März 1940 stellte die Transylvania in der Dänemarkstraße zwischen Grönland und Island das Kombischiff Mimi Horn der H.-C.-Horn-Reederei, das nach einem erfolgreichen Ausbruch aus dem durch alliierte Schiffe überwachten Curaçao versuchte, Deutschland zu erreichen. Die Mimi Horn wurde von ihrer Besatzung selbst versenkt, nachdem ihr Kapitän einen Versuch, der schnelleren Transylvania zu entkommen, als aussichtslos einschätzte.
Am 10. August 1940 gegen 01.00 Uhr morgens wurde die Transylvania 35 Seemeilen westlich der Insel Inishtrahull Island nördlich von Malin Head an der Küste der nordirischen Grafschaft County Donegal auf der Position 55º50'N, 08º03'W von einem G7e-Torpedo des deutschen U-Boots U 56 (Kapitänleutnant Otto Harms) getroffen. Der Torpedo schlug an der Backbordseite direkt hinter dem Maschinenraum ein. Die Transylvania befand sich mit 336 Besatzungsmitgliedern und Militärangehörigen unter dem Kommando von Kapitän Francis Nigel Miles, OBE. Sie war am Vortag vom Clyde ausgelaufen und war auf dem Weg zu einem Patrouilleneinsatz in der Dänemarkstraße.
U 56 hatte den Konvoi erst 15 Minuten vor dem Angriff entdeckt. Da das U-Boot keine weiteren Torpedos mehr hatte, drehte es ab. Die getroffene Transylvania wurde von einem anderen Schiff ins Schlepptau genommen. Als sie Schlagseite annahm und über das Heck zu sinken begann, befahl Kapitän Miles gegen 03.00 Uhr morgens das Verlassen des Schiffs. In dem stürmischen Wetter kenterten einige der Rettungsboote. Um 04.25 Uhr ging die Transylvania unter. Drei Offiziere und 33 untere Ränge kamen dabei ums Leben. Die 300 Überlebenden wurden von dem Zerstörer der Tribal-Klasse Ashanti (Commander William Gronow Davis, RN, DSC) aufgenommen.